# Eupithecia costimacularia
Eupithecia costimacularia es una especie de polilla de la familia Geometridae. La especie fue descrita por primera vez por John Henry Leech habiendo sido descrita en 1897, con distribución en la Japón, Corea del Sur y la República de China. El holotipo fue descrito en lo alrededores de Yokohama.

## Descripción
Esta especie es una polilla pequeña con una envergadura de 19 milímetros (0,7 plg). Tiene palpos labiales largos, cubiertos de escamas marrones, tres veces la longitud del diámetro del ojo, que se proyectan mucho más allá de las frondas. Tiene color blanquecino en el ala anterior, así como en la fascia central del ala anterior acompañada de grandes marcas negruzcas en la costa, marcas de color marrón oscuro en el dorso, un punto discal grande y un termen de color marrón oscuro del ala anterior.
Las antenas son filiformes con la frente cubierta de escamas de color marrón oscuro. El cuerpo está cubierto de escamas de color blanco amarillento. Las alas anteriores son marrón claro con la parte costal marcada con un punto negro. La línea antemedial costalmente ancha, negruzca, fusionada con un largo punto discal negruzco. La línea posmedial se ve salpicada costalmente con puntos negruzcos. Tiene un punto del disco grande, negro con una fascia central costal teñida con un punto negro, dorsalmente pardusco oscuro. El ala trasera es blanquecina con líneas basal y antemedial negruzcas, dorsalmente teñidas con escamas marrones. La línea posmedial es negruzca, proyectada medialmente con un punto discal pequeño, negro con un término marrón claro.

## Especies similares
E. costimacularia iene gran similitud con la Eupithecia insignioides, pero se puede distinguir por ese color blanquecino de sus alas y las grandes marcas costales negruzcas de las alas anteriores. Los genitales femeninos se pueden diagnosticar por el antro estrecho, las bolsas del conducto son cortas y estrechas y las bolsas del cuerpo tienen forma de pera con los 2/3 anteriores llenos de espículas diminutas.